# Getting to the Point
| Recensione              | Giudizio |
| ----------------------- | -------- |
| AllMusic                | [ 1 ]    |
| Progboard               | [ 2 ]    |
| Dizionario del Pop-Rock | [ 3 ]    |
| 24.000 dischi           | [ 4 ]    |

Getting to the Point è il secondo album discografico dei Savoy Brown, pubblicato dall'etichetta discografica Decca Records nel luglio del 1968.
Formazione quasi completamente rinnovata, con il solo Kim Simmonds membro originario e Bob Hall (che nel primo album aveva suonato in tre brani come ospite) entrato come musicista fisso nella formazione.
Tra gli altri membri, il cantante Chris Youlden ed il chitarrista (e futuro Foghat) Dave Peverett.

## Tracce
Lato A
1. Flood in Houston – 4:00 (Chris Youlden, Kim Simmonds)
2. Stay with Me Baby – 2:35 (Chris Youlden, Kim Simmonds, Dave Peverett)
3. Honey Bee – 6:25 (Muddy Waters)
4. The Incredible Gnome Meets Jaxman – 3:30 (Kim Simmonds)
5. Give Me a Penny – 4:20 (Tradizionale; arrangiamenti di Chris Youlden e Kim Simmonds)

Lato B
1. Mr. Downchild – 5:25 (Chris Youlden, Kim Simmonds)
2. Getting to the Point – 3:55 (Kim Simmonds)
3. Big City Lights – 3:25 (Bob Hall, Chris Youlden)
4. You Need Love – 2:40 (Willie Dixon)

Edizione CD del 1990, pubblicato dalla Deram Records (822-920-2)
1. Flood in Houston – 3:53 (Chris Youlden, Kim Simmonds)
2. Stay with Me Baby – 2:41 (Chris Youlden, Kim Simmonds, Dave Peverett)
3. Honey Bee – 6:33 (Muddy Waters)
4. The Incredible Gnome Meets Jaxman – 3:31 (Kin Simmonds)
5. Give Me a Penny – 4:23 (Tradizionale; arrangiamenti di Chris Youlden e Kim Simmonds)
6. Mr. Downchild – 5:31 (Chris Youlden, Kim Simmonds)
7. Getting to the Point – 4:00 (Kim Simmonds)
8. Big City Lights – 3:19 (Bob Hall, Chris Youlden)
9. You Need Love – 7:41 (Willie Dixon)
10. Walking by Myself – 2:30 (James A. Lane) – Bonus Track - Pubblicato come singolo (Decca Records, F 12797) nel giugno 1968[6]
11. Taste and Try, Before You Buy – 2:26 (Chris Youlden) – Bonus Track - Pubblicato come singolo (Decca Records, F 12702) nel novembre 1967
12. Someday People – 4:33 (Kim Simmonds) – Bonus Track - Pubblicato come singolo (Decca Records, F 12702) nel novembre 1967[7]

Edizione CD del 2004, pubblicato dalla Dorsey Records (DR 707)
1. Flood in Houston – 4:00 (Chris Youlden, Kim Simmonds)
2. Stay with Me Baby – 2:35 (Chris Youlden, Kim Simmonds, Dave Peverett)
3. Honey Bee – 6:25 (Muddy Waters)
4. The Incredible Gnome Meets Jaxman – 3:30 (Kin Simmonds)
5. Give Me a Penny – 4:20 (Tradizionale; arrangiamenti di Chris Youlden e Kim Simmonds)
6. Mr. Downchild – 5:25 (Chris Youlden, Kim Simmonds)
7. Getting to the Point – 4:20 (Kim Simmonds)
8. Big City Lights – 3:25 (Bob Hall, Chris Youlden)
9. You Need Love – 7:40 (Willie Dixon)
10. Walking by Myself – 2:25 (James A. Lane)
11. Taste and Try, Before You Buy – 2:21 (Chris Youlden)
12. Someday People – 4:35 (Kim Simmonds)
13. Let It Rock – 5:43 (George Young, Harry Vander, Paul Raymond) – Live in Central Park 1972
14. Shot in the Head – 5:15 (George Young, Harry Vander, Paul Raymond) – Live in Central Park 1972
15. Heartbreaks Make You Strong – 3:43 (Kim Simmonds) – Live and Kickin' - Registrato dal vivo al The Lone Star Road House di New York, 1980
16. I Can't Get Next to You – 6:53 (Barrett Strong, Norman Whitfield) – Live and Kickin' - Registrato dal vivo al The Lone Star Road House di New York, 1980
17. 15 Miles to Go – 3:56 (Kim Simmonds) – Live and Kickin' - Registrato dal vivo al The Lone Star Road House di New York, 1980

- Brani numero 13, 14, 15, 16 e 17: Bonus Track.

## Formazione
- Chris Youlden - voce
- Kim Simmonds - chitarra solista
- Dave Peverett - chitarra ritmica
- Bob Hall - pianoforte
- Rivers Jobe - basso
- Roger Earle - batteria

Note aggiuntive
- Mike Vernon - produttore
- Registrato al Decca Studios di Londra, Inghilterra nel marzo del 1968[5]
- Roy Baker - ingegnere delle registrazioni[8]

Walking by Myself / Taste and Try, Before You Buy / Someday People
- Chris Youlden - voce
- Kim Simmonds - chitarra
- Lonesome Dave Peverett - chitarra
- Bob Hall - pianoforte
- Bob Brunning - basso
- Hughie Flint - batteria[9]

Let It Rock / Shot in the Head
- Kim Simmonds - chitarra
- Dave Walker - voce
- Paul Raymond - voce, chitarra, tastiere
- Andy Silvester - basso
- Dave Bidwell - batteria

Heartbreaks Make You Strong / I Can't Get Next to You / 15 Miles to Go
- Kim Simmonds - chitarra, voce
- Dave Walker - voce
- Rick Jewett - tastiere, voce
- Lou Kaplan - basso
- Pete Mendillo - batteria